# John Davies (Regisseur)
John Davies (* 20. August 1934 in Birmingham) ist ein britischer Fernsehregisseur, -produzent und Drehbuchautor.
Er ist bekannt für etliche britische TV-Serien, u. a. die BBC-Produktion Krieg und Frieden (1972) mit Anthony Hopkins, Task Force Police oder The Bill.

## Filmografie
(Regiearbeiten)
- 1965: Incident
- 1965–1966: United! (TV-Serie)
- 1966–1967: The Newcomers (10 Episoden)
- 1967: Doctor Who (Folgen: The Macra Terror: Episode 1–4)
- 1967–1968: Task Force Police (24 Episoden)
- 1968: Nana (Miniserie)
- 1969: The First Lady (Episode: The Man from Down Under)
- 1970: Germinal (Miniserie)
- 1970: The Woodlanders (4 Episoden)
- 1970: W. Somerset Maugham (Episode: Virtue)
- 1970: Biography (Episode: Danton)
- 1970: Whom God Hath Joined
- 1971: Bel Ami (5 Episoden)
- 1972–1973: Krieg und Frieden (20 Episoden)
- 1973: The Edwardians (Episode: Lloyd George)
- 1974: BBC2 Playhouse (Episode: Sizwe Bansi Is Dead)
- 1974: Sizwe Bansi Is Dead (6 Episoden)
- 1976: The Brothers (2 Episoden)
- 1976: Clayhanger (14 Episoden)
- 1977: The Sunday Drama (Episode: Silver Blaze)
- 1977: Raffles (Episode: A Trap to Catch a Cracksman)
- 1977–1978: Just William (27 Episoden, auch Produzent)
- 1978: The Law Centre (2 Episoden)
- 1978: Backs to the Land (7 Episoden)
- 1979: Thomas and Sarah (3 Episoden)
- 1979: Die unglaublichen Geschichten von Roald Dahl (Episode: Lamb to the Slaughter)
- 1980: Warum haben sie nicht Evans gefragt? (Why Didn’t They Ask Evans?)
- 1983: The Gentle Touch (2 Episoden)
- 1984: Kim
- 1984: Weekend Playhouse (Episode: Change Partners)
- 1985: Cover Her Face (6 Episoden)
- 1985: Mr. Palfrey of Westminster (2 Episoden)
- 1985: Storyboard (Episode: Ladies in Charge)
- 1987: Miss Marple (Episode: Ruhe unsanft (Sleeping Murder))
- 1987: Inspektor Wexford ermittelt (Ruth Rendell Mysteries, Episode: Wolf to the Slaughter: Part One)
- 1988: A Taste for Death (6 Episoden)
- 1990: Die Zeit läuft ab (The Care of Time)
- 1991: Devices and Desires (6 Episoden)
- 1993: Unnatural Causes
- 1998: The Violin Fantasy
- 1999: Die Profis – Die nächste Generation (2 Episoden)
- 2000–2002: The Bill (12 Episoden)
- 2019: Doctor Who: The Macra Terror – 2019 (Miniserie)